# Camada (geologia)

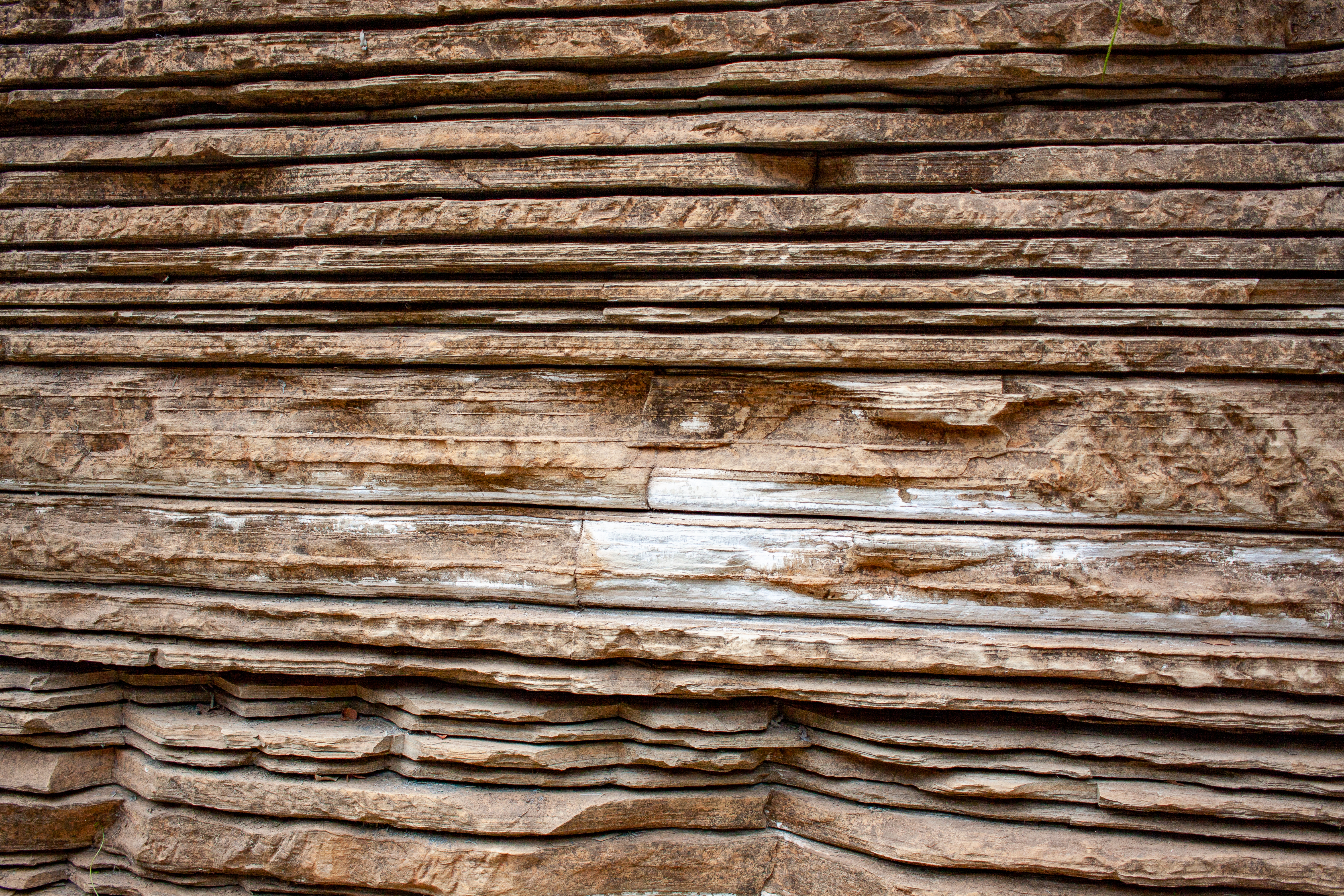
Estratos de rochas sedimentares no Parque Geológico do Varvito, Itu, São Paulo, Brasil

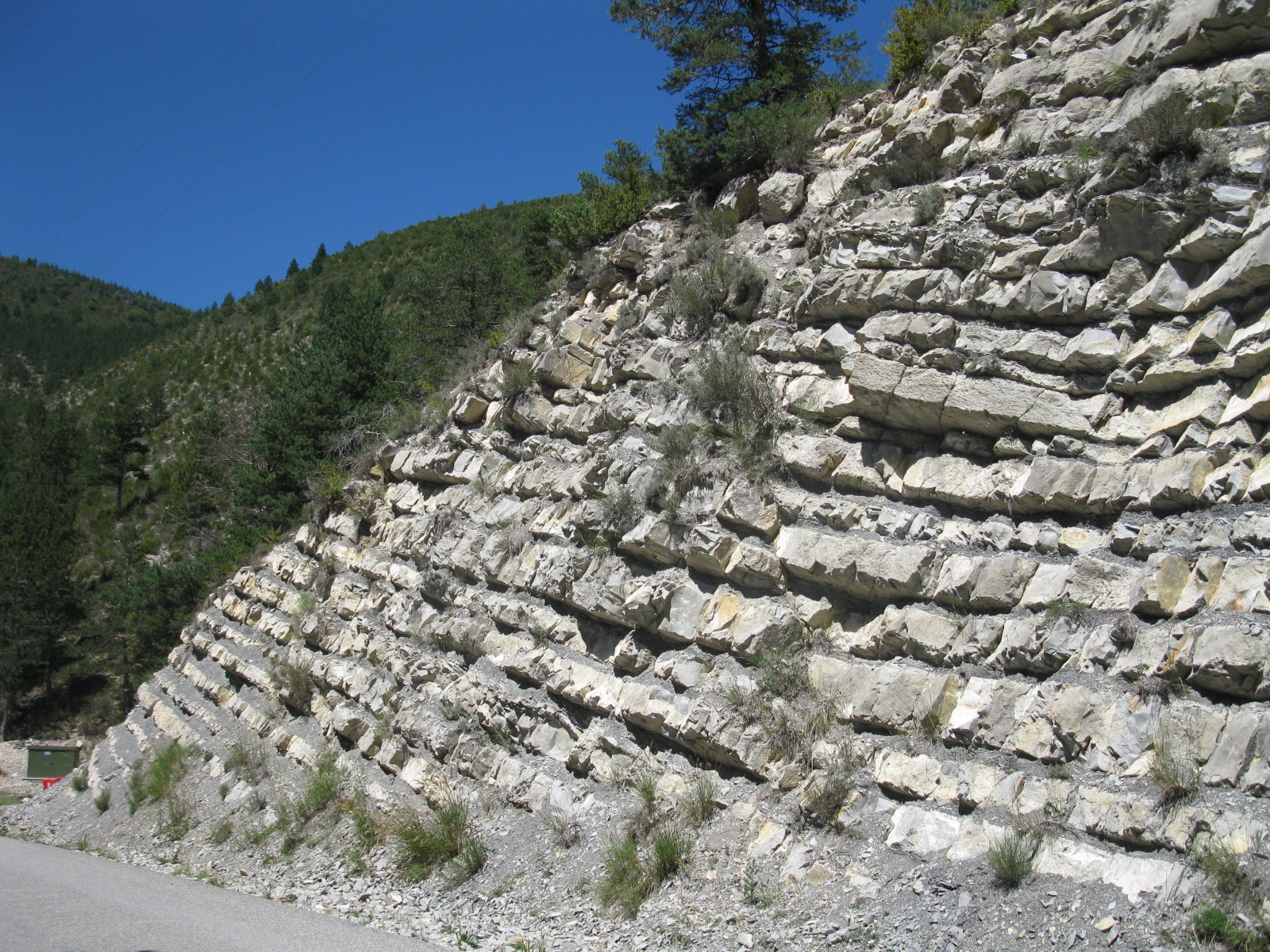
Estratos de rochas sedimentares, originalmente horizontais, posteriormente inclinados pela orogenia Alpina, em Angles, Alpes-de-Haute-Provence, França

Em geologia, uma camada é uma faixa de sedimento, rocha sedimentar ou rocha vulcânica "delimitada acima e abaixo por superfícies de acamamento mais ou menos bem definidas".  Uma superfície de acamamento é uma superfície tridimensional, plana ou curva, que separa visivelmente cada camada sucessiva (da mesma litologia ou de litologia diferente) do estrato anterior ou seguinte. Quando as superfícies de acamamento aparecem em seções transversais — por exemplo, em uma face vertical bidimensional de camadas horizontais — são frequentemente chamadas de contatos de acamamento. Em sucessões concordantes, cada superfície de acamamento funcionou como superfície deposicional para a acumulação de sedimentos mais recentes. 

## Definições
Especificamente em sedimentologia, uma camada pode ser definida de duas maneiras principais.  Primeiro, Campbell  e Reineck e Singh  utilizam o termo camada para se referir a uma unidade independente de espessura, compreendendo uma camada coerente de rocha sedimentar, sedimento ou material piroclástico delimitada acima e abaixo por superfícies conhecidas como planos de acamamento. Por esta definição de camada, lâminas são pequenas camadas que constituem as menores camadas (visíveis) de uma sucessão hierárquica e, frequentemente – mas não sempre – compõem internamente uma camada.
Alternativamente, uma camada pode ser definida por espessura, onde uma camada é uma faixa coerente de rocha sedimentar, sedimento ou material piroclástico com mais de 1 cm de espessura e uma lâmina é uma camada coerente de rocha sedimentar, sedimento ou material piroclástico com menos de 1 cm de espessura.  Este método de definição de camada versus lâmina é frequentemente usado em livros didáticos, por exemplo, Collinson & Mountney  ou Miall.  Ambas as definições têm mérito, e a escolha de qual utilizar dependerá do foco do estudo específico, caso a caso. 

## Interpretação
Normalmente, mas nem sempre, as superfícies de acamamento registram mudanças na taxa ou no tipo de sedimento acumulado que formou a camada subjacente. Geralmente, elas representam um período de não deposição, truncamento por erosão, mudanças no fluxo ou regime de sedimentos, mudanças abruptas na composição ou uma combinação desses, como resultado de mudanças nas condições ambientais. Como resultado, uma camada é geralmente, mas nem sempre, interpretada como a representação de um período único de tempo em que sedimentos ou material piroclástico se acumularam durante condições paleoambientais uniformes e estáveis. No entanto, algumas superfícies de acamamento podem ser características pós-deposicionais formadas ou modificadas processos diagenéticos ou intemperismo .  
A relação entre superfícies de acamamento controla a morfologia de uma camada. Mais comumente, as superfícies inferior e superior das camadas são subparalelas a paralelas. No entanto, algumas superfícies de acamamento de uma camada não são paralelas (por exemplo, onduladas ou curvas). Combinações distintas de superfícies de acamamento não paralelas resultam em camadas com formas geométricas variadas, como tabulares uniformes, tabulares lenticulares, tabulares curvas, em cunha e irregulares.

## Tipos
Os tipos de camadas incluem camadas cruzadas e camadas graduadas. As camadas cruzadas, ou "conjuntos", não são depositadas horizontalmente e se formam por uma combinação de deposição em superfícies inclinadas de  ondulações (ripples) ou dunas e erosão local. Camadas graduadas apresentam uma mudança gradual nos tamanhos de grãos ou clastos ao longo da camada. Uma gradação normal ocorre quando há grãos maiores no lado mais antigo da camada, enquanto uma gradação inversa ocorre quando há grãos menores no lado mais antigo.   

## Espessura da camada

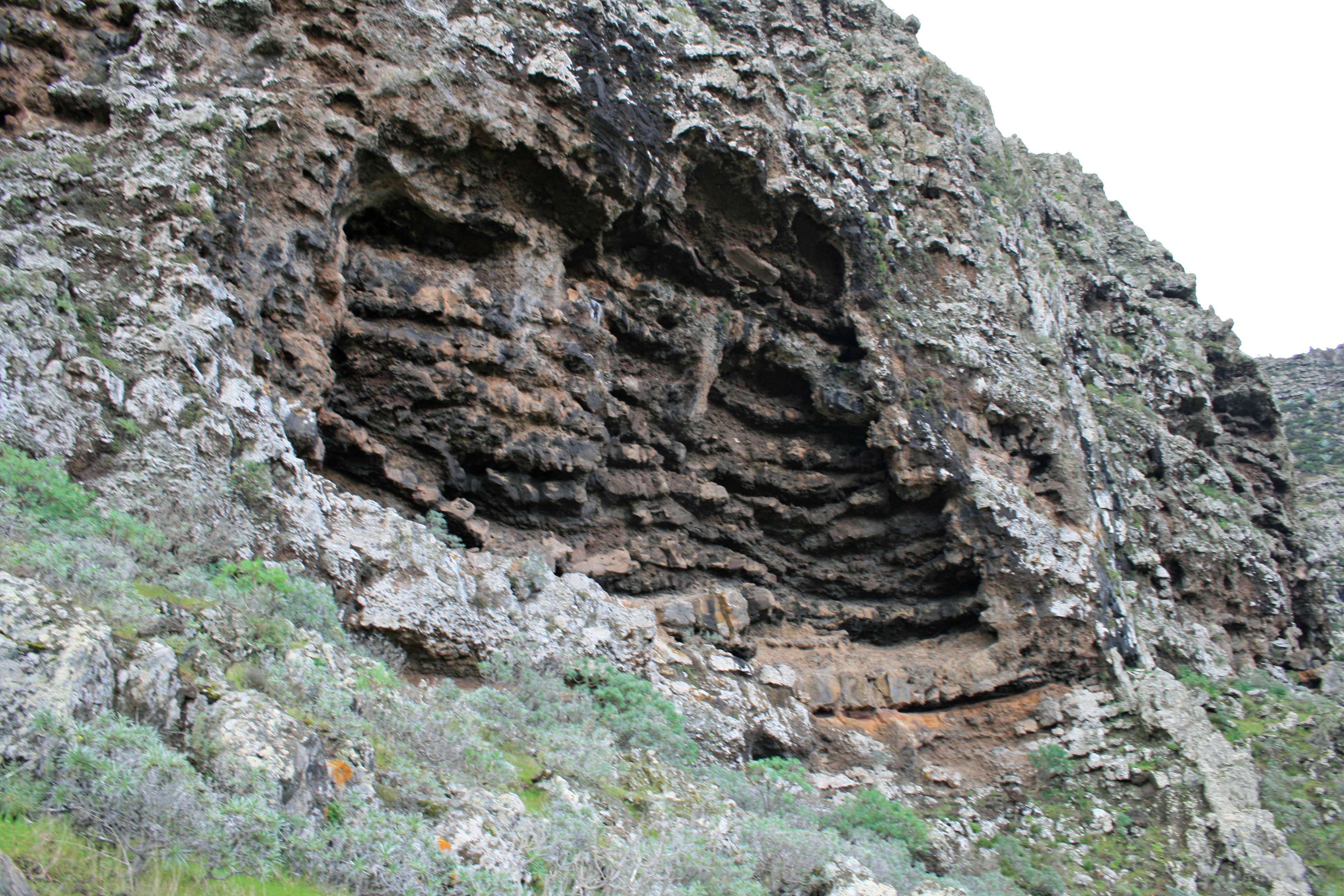
Camadas de fluxos de lava expostos na ilha de La Gomera

A espessura da camada é uma característica fundamental e importante das camadas. Além de mapear unidades estratigráficas e interpretar fácies sedimentares, a análise da espessura das camadas pode ser utilizada para identificar interrupções na sedimentação, padrões cíclicos de sedimentação e mudanças graduais nas condições ambientais.  Tais estudos sedimentológicos são geralmente baseados na hipótese de que a espessura das unidades estratigráficas segue uma distribuição log-normal .   Diferentes nomenclaturas para a espessura de camadas e lâminas foram propostas por vários autores, incluindo McKee e Weir,  Ingram  e Reineck e Singh.  No entanto, nenhuma delas foi universalmente aceita pelos cientistas da Terra.  Na prática da engenharia geológica, utiliza-se uma nomenclatura padronizada para descrever a espessura das camadas na Austrália,  na União Europeia,  e no Reino Unido. 
Exemplos de classificações de espessura de camada amplamente utilizadas incluem Tucker (1982)  e McKee e Weir  (1953).
| Classe de acamamento | Tucker (1982)     | McKee e Weir (1953) |
| -------------------- | ----------------- | ------------------- |
| Muito grosso         | > 1 m             | > 120 cm            |
| Grosso               | 30 cm – 1 metro   | 60–120 cm           |
| Médio                | 10 – 30 cm        |                     |
| Fino                 | 3 – 10 cm         | 5–60 cm             |
| Muito fino           | 1 – 3 cm          | 1–5 cm              |
| Lâmina grossa        | 3 – 10 milímetros | 2 mm - 1 cm         |
| Lâmina fina          | < 3 milímetros    | < 2 milímetros      |

## Camada em litoestratigrafia
De acordo com o Código Estratigráfico Norte-Americano e o Guia Estratigráfico Internacional, uma camada é a menor unidade litoestratigráfica formal aplicável a rochas sedimentares. Uma camada, um estrato, é a menor unidade formal na hierarquia de unidades litoestratigráficas sedimentares e é litologicamente distinguível das camadas acima e abaixo. Habitualmente, apenas camadas dinstintivas - como camadas-chave ou camadas-marcadoras - que são particularmente úteis para fins estratigráficos recebem nomes próprios e são consideradas unidades litoestratigráficas formais.  
No caso de rochas vulcânicas, a unidade litoestratigráfica equivalente a uma camada é um derrame. Um derrame é "... um corpo de rocha vulcânica discreto, extrusivo, distinguível pela textura, composição, ordem de superposição, paleomagnetismo ou outro critério objetivo". Um derrame é parte de um membro, assim como uma camada de rocha sedimentar é parte de um membro.  

## Considerações de engenharia
Na engenharia geotécnica, uma superfície de acamamento frequentemente forma uma discontinuidade que pode ter grande influência no comportamento mecânico (resistência, deformação etc.) de massas de solo e rocha em túneis, fundações ou taludes.

## Princípios geológicos

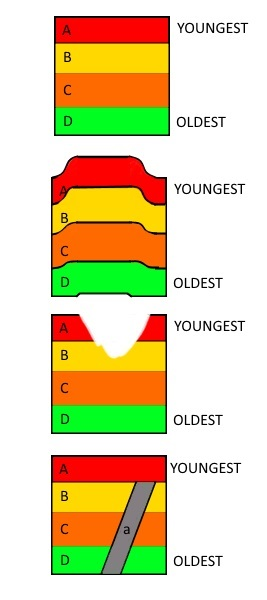
Cortes transversais verticais de sequências de camadas para ilustrar (de cima para baixo) a Lei da Superposição, a Lei da Horizontalidade Original, a Lei da Continuidade Lateral e a Relação de Corte

Esses são os princípios que se aplicam a todas as feições geológicas e podem ser utilizados para descrever a ordem dos eventos na história de uma feição geológica.
- A Lei da Superposição s mais jovens são depositadas sobre rochas mais antigas e permanecem assim enquanto as camadas não forem invertidas por atividades tectônicas. Isso é usado para datar a estratigrafia e suas idades relativas. [11]
- A Lei da Horizontalidade Original afirma que as camadas são depositadas horizontalmente devido à gravidade. Se as camadas não estiverem horizontais, isso indica que foram inclinadas ou deformadas por processos geológicos. [12]
- A Lei da Continuidade Lateral afirma que as camadas se estendem lateralmente em todas as direções. Isso implica que dois locais, separados por feições erosivas e com rochas semelhantes, podem ter sido originalmente parte de uma mesma camada contínua.[11]
- A Lei de Relações de Corte afirma que qualquer feição que atravesse outra é a mais jovem das duas. Isso pode incluir falhas ou diques ígneos que interceptam camadas sedimentares.